# Zjizjevo (ort i Bulgarien)
Zjizjevo (bulgariska: Жижево) är ett distrikt i Bulgarien.   Den ligger i kommunen Obsjtina Satovtja och regionen Blagoevgrad, i den sydvästra delen av landet, 140 km söder om huvudstaden Sofia. Zjizjevo ligger 809 meter över havet och antalet invånare är 380.
Terrängen runt Zjizjevo är kuperad. Närmaste större samhälle är Kochan, 3,7 km norr om Zjizjevo.